# Elif Şafak

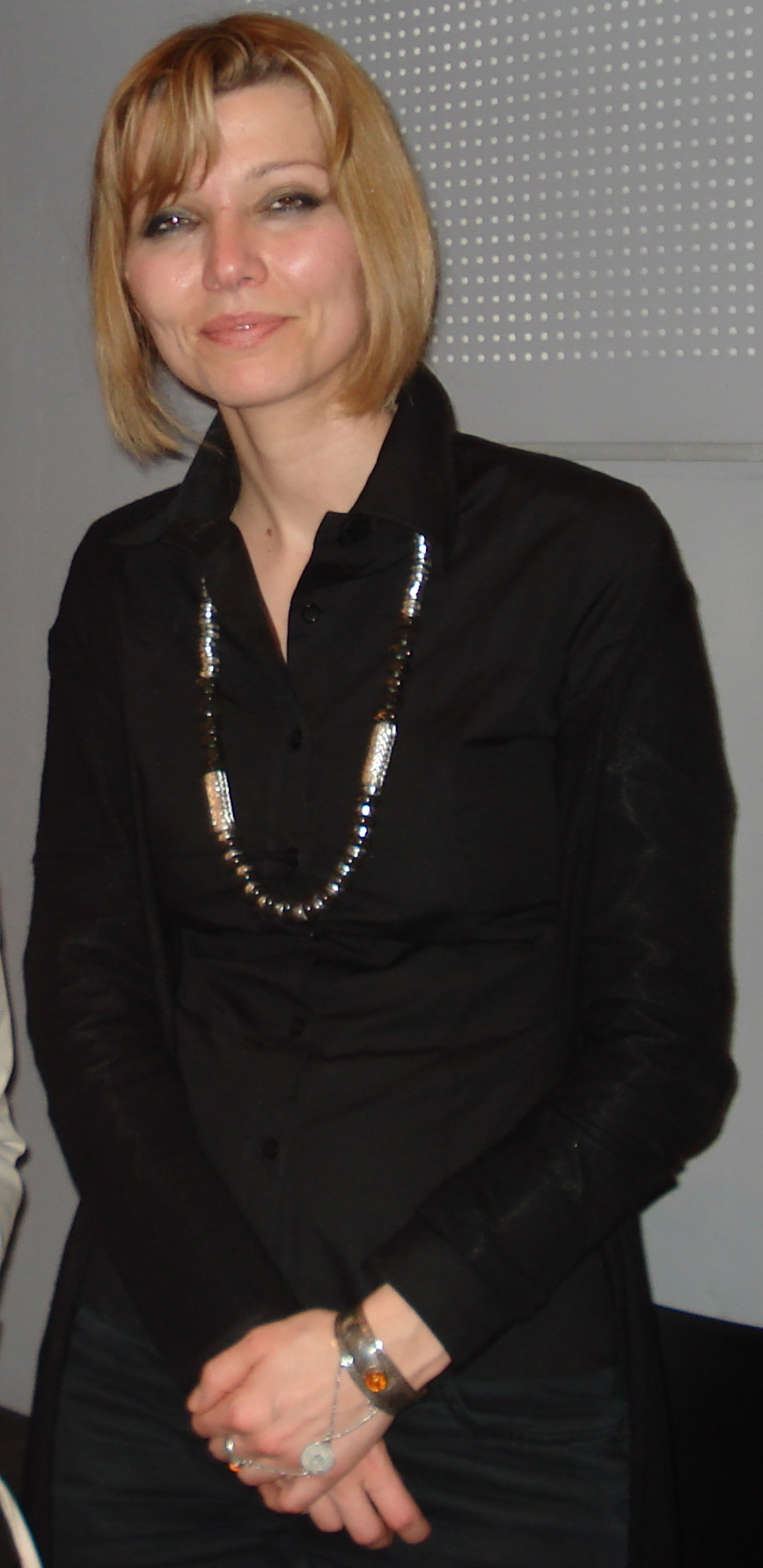
Elif Șafak

Elif Şafak (uneori fiind folosită și forma Elif Shafak; n. 25 octombrie 1971, Strasbourg, Franța) este o autoare, publicistă și oratoare de origine turcă, numărându-se printre cele mai prestigioase și bine cotate reprezentante ale literaturii turce contemporane. Prin activitatea publicistică se implică activ în problematica de actualitate, în special în cea de natură socială și culturală. A publicat 15 cărți, opera sa fiind tradusă în 48 de limbi. Cărțile sale sunt scrise atât în limba turcă, cât și în limba engleză.

## Biografie
S-a născut la Strasbourg. Numele ei real este Elif Bilgin. A preluat pseudonimul Șafak, care în turcă înseamnă “răsărit”, de la mama sa, Șafak Atayman. Mama și tatăl, filosoful Nuri Bilgin, aveau să divorțeze de timpuriu. Mama ei avea 21 de ani la acea vreme și, revenită în Turcia, familia a vrut să îi găsească un soț. Bunica scriitoarei s-a opus, însă, și a luat decizia de a avea grijă de nepoată cât timp fiica urma să-și continue studiile. 
Elif Șafak și-a petrecut apoi bună parte din copilărie și adolescența călătorind dintr-o țară în alta, alături de mama sa care îmbrățișase cariera de diplomat. A locuit în Spania, Franța, Iordania, iar ulterior în Statele Unite ale Americii și Regatul Unit al Marii Britanii, iar acest stil de viață i-a dezvoltat simțul multiculuralismului, înrâurindu-i și opera. 
A absolvit Facultatea de Relații Internaționale la Orta Doğu Teknik Üniversitesi (ODTÜ), o prestigioasă universitate din Ankara, apoi a urmat studii de master, iar tema disertației, Bektași ve Mevlevi Düșüncesinde Döngüsel Evren ve Kadınsılık Anlayıșı, în traducere „Universul ciclic și concepția asupra feminității în gândirea Bektași și Mevlevi” avea să își găsească reflectarea și în opera sa de ficțiune. La aceeași universitate a urmat studiile doctorale, finalizate cu teza intitulată Türk Modernleșmesinin Kadın Prototipleri ve Marjinaliteye Tahammül Sınırları, „Prototipuri ale feminității și limite ale tolerării marginalității în procesul de modernizare a Turciei”. 
În calitate de visiting scholar a beneficiat de burse de studii în străinătate, cu precădere în Statele Unite ale Americii. 

## Opera de ficțiune
Elif Safak a publicat 15 cărți, dintre care 10 sunt romane. 
A debutat în 1994 cu un volum de povestiri intitulat Kem Gözlere Anadolu, „Anatolia privită cu ochii invidiei”, însă nu și-a dat acordul retipăririi acestuia pe motiv că nu îl mai agreează, astfel, adevăratul debut literar are loc în 1997 odată cu romanul Pinhan ( literal, "Interzis", însă titlul se traduce, de obicei, prin „Dervișul”) Se inspiră din mediile ordinului mistic Bektași și spune povestea unui derviș aflat în căutarea propriei identității, care pleacă din lăcașul în care slujește și se îndreaptă către Istanbul. În 1998 romanul este distins cu premiul „Mevlana”, acordat anual celei mai bune opere inspirate de mistica islamică
Al doilea roman, Șehrin Aynaları, „Oglinzile orasului”, apărut doi ani mai târziu, are la bază atât mistica islamică, dar și pe cea evreiască. Acțiunea plasată în secolul al XVII-lea îi are în centru pe evreii sefarzi care, expulzați din Peninsula Iberică începând cu secolul al XV-lea, ajung să se stabilească în Imperiul Otoman. Autoarea își vădește structura narativă modernă, tendința spre experiment și spre deconstrucția realității. 
Romanul Mahrem (2000), „Intimitate”, îi sporește popularitatea, fiind distins cu Premiul Uniunii Scriitorilor din Turcia. 
Cariera lui Elif Șafak continuă cu romanul Bit Palas (2002), „Palatul puricilor", roman ce abordează din perspectivă postmodernă conceptele de realitate și ficțiune, apoi, în 2004, cu un roman scris în limba engleză, The Saint of Incipient Insanities, "Sfântul nebuniilor incipiente" pe care l-a tradus ulterior în limba turcă, intitulându-l Araf, ,,Purgatoriul”. 
Cel de-al doilea roman scris în limba engleză, The Bastard of Istanbul (2007), "Bastarda Istanbulului", tradus în limba turcă sub titlul Baba ve Piç, „Tată și bastard” are drept consecință aducerea scriitoarei în fața instanței de judecată. Deoarece unul dintre personajele romanului folosește termenul „genocid” referindu-se la acțiunile împotriva armenilor în timpul Primului Război Mondial, Elif Safak este acuzată de „insultă la adresa turcității”, condorm Articolului 301 din Codul Penal al Turciei, căci și astăzi autoritățile turce refuză această formulă și preferă termenul de „deportare” sau „relocare” pentru a descrie evenimentele de la acea vreme.
Deși scriitoarea este achitată în urma procesului, incidentul nu a rămas fără răsunet, determinând o amplă mobilizare de forțe chiar pe plan internațional. 
Volumul Siya Süt (2007), „Lapte negru”, scris în limba turcă, s-a bucurat de aprecierea criticilor si a cititorilor, devenind rapid bestseller și este primul roman cu tendințe autobiografice al scriitoarei. Aduce în discuție dificultățile cu care se confruntă în calitate de autoare și mamă, analizând totodată depresia post-partum de care a suferit după nașterea primei sale fetițe, în anul 2006
Romanul Așk (2009), „Dragoste”, scris inițial în limba engleză și intitulat The Forty Rules of Love: A Novel of Rumi, „Cele 40 de legi ale iubirii – un roman al lui Rumi”, reprezintă o revenire la preocupările tematice incipiente din universul misticii islamice. Deține recordul vânzărilor de carte din Turcia și i-au fost acordate mai multe premii literare. 
Publicat inițial în limba engleză cu titlul Honour, „Onoare”, romanul İskender (2011) aduce în discuție statutul femeii în mediile musulmane conservatoare, abordând crima de onoare în mediile tradiționaliste kurde.
Penultimul roman, publicat tot în limba engleză cu titlul The Architect’s Apprentice (2013), „Ucenicul arhitectului”, și tradus ulterior în limba turcă prin Ustam ve Ben, „Maestrul și eu” îl are în prim plan pe faimosul arhitect Mimar Sinan, acțiunea plasându-se în epoca lui Soliman Magnificul. În ciuda atmosferei de basm dominante, povestea este mai degrabă una modernă. 
Cel mai recent roman apărut, Havva’nın Üç Kızı (2016), „Cele trei fiice ale Evei”, a fost scris în limba engleză, însă a fost tradus aproape concomitent în limba turcă, apărând mai întâi în Turcia. „În romanul său, Elif Shafak surprinde starea de tensiune a lumii de după 11 septembrie. Odată cu prăbușirea Turnurilor Gemene, trei studente la Oxford – Peri, Shirin și Mona – pășesc într-o nouă realitate, unde identitatea lor musulmană este privită cu suspiciune. Toate trei trebuie să se confrunte, fiecare în felul ei, cu conflictul dintre secularism și credință care le marchează viețile.” (The Times Literary Supplement)
Alături de alți patru scriitori turci contemporani, Murathan Mungan, Faruk Ulay, Celil Oker și Pınar Kür, a colaborat la romanul Beșpeșe ( 2004), în traducere “Cinci, unul după altul”. Acesta este un roman experiment, în care fiecare autor dezvoltă acțiunea, în viziune proprie, din punctul în care a preluat ștafeta de la un alt colaborator. 

## Opera de non-ficțiune
Elif Șafak semnează în anul 2005 volumul de eseuri Med-Cezir, “Flux și reflux”, în care abordează mai multe teme de actualitate, precum identitatea masculină și feminină, sexualitatea, criza socială globală, etc. Volumul reunește, de fapt, mai multe articole ale sale apărute în presa din Turcia de-a lungul timpului. În aceeași manieră apar și volumele Firarperest (2010), “Dornică de evadare, Kağıt Helva (2010), “Alvița” și Șemspare (2012), Bucățică din soare”, acestea cuprinzând articole și eseuri publicate de scriitoare în presa din Turcia, Statele Unite și Marea Britanie. Printre cele mai răsunătoare publicații de presă la care contribuie se numără Washington Times, Wall Street Journal, New York Times, Financial Times, Huffington Post, The Economist, The Guardian, Der Spiegel și La Repubblica.

## Alte activități
Elif Șafak ține discursuri pentru TED Global, este membră a Weforum Global Agenda Council on Creative Economy din Davos și membră fondatoare a Consiliului European pentru Afaceri Externe și Relații Internaționale. E cunoscută ca o apărătoare ferventă a drepturilor femeilor, minorităților și comunității LGBT 

## Teme
Opera sa poate fi încadrată în sfera foarte largă a postmodernismului, apartenența sa la acest curent fiind  determinată nu atât de experimentele cât de natura subiectelor abordate: criza identității și a ideii de identitate, identitățile multiple și dificultatea concilierii acestora, , cultivarea ideii de diferență, la nivel social și cultural.
Problematica de actualitate îți găsește reflectarea atât în opera sa de ficțiune, cât și în cea non-ficțională. Abordează, pe de-o parte, tematica socială, precum libertatea discursului, minoritățile și problemele acestora, feminitatea și maternitatea, pe de altă parte, universul mistic este des întâlnit în scrierile sale, vădind interes pentru sufism încă din anii de facultate. De altfel, într-un interviu acordat pentru The Guardian, Elif Safak afirmă că “sufismul te face să ștergi tot ceea ce știi și de care ești sigur și te face să gândești din nou, însă nu cu mintea, ci cu inima.” O temă constantă este și orașul Istanbul, pe care îl vede ca pe un loc în care Orientul întâlnește Occidentul se întâlnesc, cele două culturi reușind să se întrepătrundă.

## Viața personală
Este căsătorită din anul 2005 cu jurnalistul turc Eyüp Can și au împreună o fată, Șehrazat Zelda Sağlık și un băiat, Emir Zahir Sağlık. Pentru că a respins ideea maternității o bună parte din viață, axându-se mai degrabă pe construirea carierei literare, după nașterea fetiței, autoarea suferă de depresie post-partum, pe care o analizează în romanul “Lapte negru”(2007).
Locuiește mai mult în Londra decât în Istanbul alături de soț, ceea ce le transformă mariajul într-unul la distanță. Scriitoarea declară pentru The Telegraph: “Cred că nu sunt o soție bună, dar nu am o problemă cu asta.”

## Premii și distincții
A fost nominalizată pe liste lungi și scurte la premii  literare de prestigiu, precum Orange Prize, MAN Asian Prize, Bailey’s Prize, IMPAC Dublin Award, Independent Foreign Fiction Prize și RSL Ondaatje Prize. În anul 2006 primește Premiul Internațional pentru Jurnalism Maria Grazia Cutuli, iar în 2010, guvernul francez îi oferă distincția onorifică Ordinul Artelor și Literelor

## Listă de opere

### Limba turcă
- Kem Gözlere Anadolu, 1994
- Pinhan, 1997
- Șehrin Aynaları, 1999
- Mahrem, 2000
- Bit Palas, 2002
- Araf, 2004
- Beșpeșe, 2004 (alături de Murathan Mungan, Faruk Ulay, Celil Oker și Pınar Kür)
- Med-Cezir, 2005
- Baba ve Piç, 2006
- Siyah Süt, 2007
- Așk (Traducere a The Forty Rules of Love: A Novel of Rumi), 2009
- Kâğıt Helva, 2010
- Firarperest, 2010
- İskender ( traducere a Honour), 2011
- Șemspare, 2012
- Ustam ve Ben, 2013
- Sakız Sardunya, 2014
- Havva'nın Üç Kızı, 2016

### Limba engleză
- The Saint of Incipient Insanities, 2004
- The Gaze (traducere a Mahrem), 2006
- The Flea Palace, 2007
- The Bastard of Istanbul (traducere a Baba ve Piç), 2007
- The Forty Rules of Love: A Novel of Rumi, 2010
- Black Milk: On Writing, Motherhood, and the Harem Within, 2011
- The Happiness of Blond People: A Personal Meditation on the Dangers of Identity , 2011
- Honour, 2012
- The Architect's Apprentice, 2014
- Three Daughters of Eve, 2016
- 10 Minutes 38 Seconds in this Strange World, Viking 2019, ISBN 978-0-241-29386-7.
- How to Stay Sane in a World of Division. 2020 Profile Books, London.
- The Island of Missing Trees. Viking London 2021 ISBN 1635578590

### Romane traduse în limba română
- Bastarda Istanbulului, traducere din limba engleză: Ada Tănasă, Iași, Editura Polirom, 2007
- Sfântul nebuniilor incipiente, traducere din limba engleză: Ada Tănasă, Iași, Editura Polirom, 2009
- Cele patruzeci de legi ale iubirii, traducere din limba engleză: Ada Tănasă, Iași, Editura Polirom, 2011
- Lapte negru, traducere din limba engleză: Ada Tănasă, Iași, Editura Polirom, 2012
- Onoare, traducere din limba engleză: Ada Tănasă, Iași, Editura Polirom, 2013
- Palatul puricilor, traducere din limba engleză: Ada Tănasă, Iași, Editura Polirom, 2014
- Ucenicul arhitectului, traducere din limba engleză: Ada Tănasă, Iași, Editura Polirom, 2015
- Fetița căreia nu-i plăcea numele său, traducere din limba turcă: Sunia Iliaz Acmambet, Iași, Editura Polirom, 2016
- Cele trei fiice ale Evei, traducere din limba engleză: Ada Tanasă, Iași, Editura Polirom, 2017, ISBN: 978-973-46-6691-1
- Cum să rămâi lucid într-o epocă a dezbinării, traducere de Adina Avramescu, Iași, Editura Polirom, 2020, ISBN: 978-973-46-8320-8
- 10 minute și 38 de secunde în lumea asta stranie, traducere de Ada Tanasa, Editura Polirom, 2022, ISBN: 9789734690022